# Koen Lenaerts
Koen Lenaerts, född 20 december 1954 i Mortsel, Belgien, är en belgisk jurist och domare som sedan den 8 oktober 2015 är ordförande i EU-domstolen. Han är professor i europeisk rätt vid Katholieke Universiteit Leuven och var medlem i den federalistiska tankesmedjan Coudenberg-gruppen.
Lenaerts blev domare i EU-domstolen den 7 oktober 2003. Han utsågs till vice ordförande den 9 oktober 2012 och ordförande den 8 oktober 2015. Han omvaldes på posten som ordförande den 9 oktober 2018, den 8 oktober 2021 och den 8 oktober 2024. Hans mandatperiod sträcker sig fram till och med den 6 oktober 2027.